# Cantón de Richelieu
El cantón de Richelieu era una división administrativa francesa, que estaba situada en el departamento de Indre y Loira y la región de Centro-Valle de Loira.

## Composición
El cantón estaba formado por dieciséis comunas:
- Assay
- Braslou
- Braye-sous-Faye
- Champigny-sur-Veude
- Chaveignes
- Courcoué
- Faye-la-Vineuse
- Jaulnay
- La Tour-Saint-Gelin
- Lémeré
- Ligré
- Luzé
- Marigny-Marmande
- Razines
- Richelieu
- Verneuil-le-Château

## Supresión del cantón de Richelieu
En aplicación del Decreto nº 2014-179 de 18 de febrero de 2014, el cantón de Richelieu fue suprimido el 22 de marzo de 2015 y sus 16 comunas pasaron a formar parte del nuevo cantón de Sainte-Maure-de-Touraine.